# 大植鰕虎
大植鰕虎（学名：Fusigobius maximus）为辐鳍鱼纲鰕虎魚目鰕虎魚科植鰕虎屬下的一个种。该物种分布于印度洋-西太平洋海域，栖息深度为3米至21米，体长可达7.5公分。